# Sambische Fußballnationalmannschaft
Die sambische Fußballnationalmannschaft ist die Fußballauswahl des afrikanischen Staates Sambia. Sie wird auch Chipolopolo („die Gewehrkugeln“) genannt und durch den Sambischen Fußballbund kontrolliert. Die Mannschaft nahm das erste Mal zur Fußball-Weltmeisterschaft 1970 an den Qualifikationen zur Weltmeisterschaft teil, hat sich allerdings noch nie qualifiziert. 2012 erzielte die Mannschaft mit dem Gewinn der Afrikameisterschaft ihren bisher größten Erfolg. Durch den Titelgewinn konnte sich Sambia in der FIFA-Weltrangliste um 28 Plätze verbessern, erreichte damit im Februar 2012 Platz 43 und somit erstmals seit Februar 2001 wieder die Top 50.

## Geschichte
Am 27. April 1993 starben 18 Spieler, der Nationaltrainer und mehrere Verbandsfunktionäre bei einem Flugzeugabsturz vor der Küste von Gabun. Die Mannschaft war auf dem Weg zu einem WM-Qualifikationsspiel in den Senegal (siehe Hauptartikel: Flugunfall der DHC-5 Buffalo AF-319 der sambischen Luftstreitkräfte). Die danach neu formierte Mannschaft scheiterte am Ende sehr knapp in der Qualifikation zur WM 1994 an Marokko. Ein Unentschieden hätte gereicht, aber man verlor mit 0:1. Beim darauf folgenden Afrika-Cup 1994 erzielte man dann aber Sambias bis dahin bestes Ergebnis in diesem Wettbewerb (zusammen mit 1974) und wurde Zweiter. 1996 wurde man dann noch mal Dritter, bevor man im afrikanischen Mittelmaß verschwand. Am 12. Februar 2012 wurde Sambia in Libreville, in dessen Nähe sich 19 Jahre zuvor das Flugzeugunglück ereignete, erstmals Afrikameister: Im Endspiel des Turniers bezwang das sambische Team die Elfenbeinküste durch ein 8:7 (0:0) im Elfmeterschießen.

## Turniere

### Olympische Spiele
| 1900 bis 1968       | nicht teilgenommen                                                                |
| 1972 in München     | nicht qualifiziert                                                                |
| 1976 in Montreal    | qualifiziert, aber auf Grund des Boykotts der afrikanischen Staaten zurückgezogen |
| 1980 in Moskau      | Vorrunde (qualifiziert als Ersatz für Ghana)                                      |
| 1984 in Los Angeles | nicht qualifiziert                                                                |
| 1988 in Seoul       | Viertelfinale (Niederlage gegen die westdeutsche Olympiamannschaft)               |

Nach 1988 hat die A-Nationalmannschaft nicht mehr an den Olympischen Spielen und den Qualifikationsspielen dazu teilgenommen. Eine Olympiamannschaft konnte sich bisher nicht qualifizieren.

### Weltmeisterschaft
- 1930 bis 1966 nicht teilgenommen
- 1970 bis 2022: nicht qualifiziert

In der Qualifikation für die WM in Brasilien traf Sambia in der Gruppenphase auf Ghana, den Sudan  und Lesotho. Die Entscheidung über den Gruppensieg fiel erst im letzten Spiel, das Sambia in Ghana mit 1:2 verlor und dadurch hinter Ghana den zweiten Platz in der Gruppe belegte, wodurch die Qualifikation verpasst wurde.

### Afrikameisterschaft
- 1957 bis 1968 – keine Teilnahme
- 1970 – nicht qualifiziert
- 1972 – nicht qualifiziert
- 1974 – 2. Platz
- 1976 – nicht qualifiziert
- 1978 – Vorrunde 3. Platz
- 1980 – nicht qualifiziert
- 1982 – 3. Platz
- 1984 – nicht qualifiziert
- 1986 – Vorrunde 4. Platz
- 1988 – Teilnahme zurückgezogen
- 1990 – 3. Platz
- 1992 – Viertelfinale
- 1994 – 2. Platz
- 1996 – 3. Platz
- 1998 – Vorrunde 3. Platz
- 2000 – Vorrunde 3. Platz
- 2002 – Vorrunde 4. Platz
- 2004 – nicht qualifiziert
- 2006 – Vorrunde 3. Platz
- 2008 – Vorrunde 3. Platz
- 2010 – Viertelfinale
- 2012 – Afrikameister
- 2013 – Vorrunde 3. Platz
- 2015 – Vorrunde 4. Platz
- 2017 – nicht qualifiziert
- 2019 – nicht qualifiziert
- 2022 – nicht qualifiziert
- 2024 – Vorrunde 3. Platz
- 2025 – qualifiziert

### Afrikanische Nationenmeisterschaft
- 2009: 3. Platz
- 2011: nicht qualifiziert
- 2014: nicht qualifiziert
- 2016: Viertelfinale
- 2018: Viertelfinale
- 2020: Viertelfinale (Turnier wegen der COVID-19-Pandemie in den Januar 2021 verlegt)
- 2023: nicht qualifiziert

### Südafrikameisterschaft (COSAFA Cup)
- 1997: Südafrikameister
- 1998: Südafrikameister
- 1999: Halbfinale
- 2000: Viertelfinale
- 2001: Halbfinale
- 2002: Halbfinale
- 2003: Halbfinale
- 2004: Zweiter
- 2005: Zweiter
- 2006: Südafrikameister
- 2007: Zweiter
- 2008: Dritter
- 2009: Zweiter
- 2013: Südafrikameister
- 2015: Sechster
- 2016: Viertelfinale
- 2017: Zweiter
- 2018: Zweiter
- 2019: Südafrikameister
- 2020: Turnier wegen der COVID-19-Pandemie abgesagt
- 2021: Vorrunde
- 2022: Südafrikameister

### Ost-/Mittelafrikameisterschaft (CECAFA-Cup)
- 1973 – Vorrunde
- 1974 – Vorrunde
- 1975 – Vorrunde
- 1976 – Zweiter
- 1977 – Zweiter
- 1978 – Zweiter
- 1979 – Vorrunde
- 1980 – Vierter
- 1981 – Dritter
- 1982 – nicht teilgenommen
- 1983 – nicht teilgenommen
- 1984 – Ost-/Mittelafrikameister
- 1985 – Vorrunde
- 1987 – Vorrunde
- 1988 – Zweiter
- 1989 – Vierter
- 1990 – nicht teilgenommen
- 1991 – Ost-/Mittelafrikameister
- 1992 – Dritter
- 1994 – 2005 – nicht eingeladen
- 2006 – Zweiter (trotz Finalsieg gegen Sudan)
- 2007 – nicht eingeladen
- 2008 – Vorrunde
- 2009 – Viertelfinale
- 2010 – Viertelfinale
- 2011 – Teilnahme durch die CAF untersagt
- 2012 – nicht eingeladen
- 2013 – nicht eingeladen
- 2015 – nicht eingeladen
- 2017 – zurückgezogen
- 2019 – nicht eingeladen
- 2021 – nicht eingeladen (als U-23-Meisterschaft ausgetragen)

## Rekordspieler
(Stand: 19. November 2024)
| Rekordspieler | Rekordspieler       | Rekordspieler      | Rekordspieler | Rekordspieler |
| Spiele        | Spieler             | Position           | Zeitraum      | Tore          |
| ------------- | ------------------- | ------------------ | ------------- | ------------- |
| 122 (119)     | Kennedy Mweene      | Tor                | 2004–         | 2             |
| 115 (97)      | David Chabala †     | Tor                | 1983–1993     | 0             |
| 111 (106)     | Godfrey Chitalu †   | Angriff            | 1968–1980     | 79 (75)       |
| 109 (108)     | Joseph Musonda      | Abwehr             | 2002–2010     | 0             |
| 104 (103)     | Rainford Kalaba     | Mittelfeld         | 2005–2018     | 15 (14)       |
| 103 (102)     | Christopher Katongo | Angriff            | 2003–2016     | 23            |
| 102 (89)      | Alex Chola †        | Angriff            | 1975–1985     | 43 (36)       |
| 101           | Elijah Tana         | Abwehr             | 1995–2009     | 4             |
| 98 (88)       | Derby Makinka †     | Mittelfeld         | 1985–1993     | 10            |
| 95            | Stoppila Sunzu      | Mittelfeld         | 2008–         | 05            |
| 87 (80)       | Kalusha Bwalya      | Angriff            | 1983–2004     | 39 (32)       |
| 82 (71)       | Kaiser Kalambo †    | Abwehr/Mittelfeld  | 1973–1982     | 1             |
| 80            | Kenneth Malitoli    | Mittelfeld/Angriff | 1988–1999     | 19            |

| Rekordschützen | Rekordschützen      | Rekordschützen | Rekordschützen |
| Tore           | Spieler             | Zeitraum       | Spiele         |
| -------------- | ------------------- | -------------- | -------------- |
| 79 (75)        | Godfrey Chitalu †   | 1968–1980      | 111 (106)      |
| 43 (36)        | Alex Chola †        | 1975–1985      | 102 (89)       |
| 39 (32)        | Kalusha Bwalya      | 1983–2004      | 87 (80)        |
| 29 (27)        | Bernard Chanda †    | 1971–1980      | 68 (63)        |
| 23             | Christopher Katongo | 2003–2016      | 103 (102)      |
| 22             | Collins Mbesuma     | 2003–2017      | 62             |
| 21             | Dennis Lota †       | 1994–2002      | 78             |
| 21             | Patson Daka         | 2015–          | <55            |

1. ↑  Inkl. Spiele und Tore in Qualifikationsspielen zu den Olympischen Spielen und bei den Olympischen Spielen sowie gegen Sansibar, das nicht Mitglied der FIFA ist und daher von der FIFA nicht berücksichtigt werden. (Von der FIFA anerkannte Spiele und Tore in Klammern, wenn abweichend.)

## Trainer
(unvollständig)
- Ante Bušelić (1971–1976)
- Dumitru Teodorescu (1981–1982)
- Ante Bušelić (1982)
- Brightwell Banda (ca. 1986)
- Samuel Ndhlovu (1986–1992)
- Jochen Figge (1992–1993)
- Godfrey Chitalu (1993)
- Freddie Mwila (1993)
- Ian Porterfield (1993–1994)
- Dick Chama (1994)
- Roald Poulsen (1994–1996)
- George Mungwa (1997)
- Obby Kapita (1997)
- Burkhard Ziese (1997–1998)
- George Mungwa (1998)
- Ben Bamfuchile (1998–2001)
- Jan Brouwer (2001)
- Roald Poulsen (2002)
- Kalusha Bwalya (2003–2006)
- Patrick Phiri (2006–2008)
- Hervé Renard (2008–2010)
- Dario Bonetti (2010–2011)
- Hervé Renard (2011–2013)
- Patrice Beaumelle (2013–2014)
- Honour Janza (2014–2015)
- George Lwandamina (2015–2016)
- Wedson Nyirenda (2016–2018)
- Beston Chambeshi (2018, interim)
- Sven Vandenbroeck (2018–2019)
- Aggrey Chiyangi (2019, interim)
- Milutin Sredojević (2020–2021)
- Beston Chambeshi (2021–2022, interim)
- Aljoša Asanović (2022)
- Moses Sichone (2022)
- Avram Grant (2022–)

## Elfmeterschießen
Die Nationalmannschaft von Sambia bestritt bisher von allen Nationalmannschaften die meisten Elfmeterschießen. In 35 Spielen war diese Form der Entscheidung notwendig, davon konnten 18 gewonnen werden. Die meisten fanden beim COSAFA Cup (16) und CECAFA-Cup (7) statt.
| Elfmeterschießen |            |                        |                |   |                    |                                                            | |
| Nr. | Datum      | Ergebnis               | Gegner         |   | Austragungsort     | Anlass                                                     | Bemerkungen |
| 1 | 04.04.1976 | 2:2, 5:4 i. E.         | Sudan          | A | (SDN)              | Olympia-Qualifikation                                      | Das Hinspiel in Sambia endete 0:0. Das Spiel wird von der FIFA nicht als A-Länderspiel gezählt. Aufgrund des Olympiaboykotts der afrikanischen Mannschaften nahm Sambia trotz Qualifikation nicht teil |
| 2 | 13.11.1977 | 2:0, 6:5 i. E.         | Algerien       | H | (ZAM)              | AC-Qualifikation                                           | Algerien hatte das Hinspiel 2:0 gewonnen |
| 3 | 09.12.1977 | 0:0, 3:5 i. E.         | Uganda         | * | Mogadischu (SOM)   | CECAFA-Cup 1977 Finale                                     | |
| 4 | 29.11.1980 | 2:0 n. V., 4:5 i. E.   | Marokko        | H | Lusaka             | WM-Qualifikation                                           | Marokko hatte das Hinspiel 2:0 gewonnen |
| 5 | 15.12.1984 | 0:0, 3:0 i. E.         | Malawi         | * | Kampala (UGA)      | CECAFA-Cup 1984 Finale                                     | |
| 6 | 25.11.1992 | 0:0, 2:4 i. E.         | Uganda         | * | Mwanza (TAN)       | CECAFA-Cup 1992 Halbfinale                                 | |
| 7 | 09.08.1997 | 3:3, 3:4 i. E.         | Kamerun        | * | Radès (TUN)        | LG Cup 1997 Spiel um Platz 3                               | |
| 8 | 07.08.1999 | 1:1, 4:3 i. E.         | Mosambik       | H | Lusaka             | COSAFA Cup 1999 Viertelfinale                              | |
| 9 | 11.06.2000 | 0:0, 1:3 i. E.         | Lesotho        | A | Maseru (LSO)       | COSAFA Cup 2000 Viertelfinale                              | |
| 10 | 11.02.2001 | 0:0, 1:2 i. E.         | Eswatini       | A | Lobamba (SWZ)      | COSAFA Cup 2001 Qualifikation                              | Sambia als bester Verlierer für das Viertelfinale qualifiziert |
| 11 | 18.08.2001 | 1:1, 2:4 i. E.         | Angola         | H | Lusaka             | COSAFA Cup 2001 Halbfinale                                 | |
| 12 | 16.08.2003 | 1:1, 2:4 i. E.         | Malawi         | A | Blantyre (MAW)     | COSAFA Cup 2003 Halbfinale                                 | |
| 13 | 24.10.2004 | 0:0 n. V., 5:4 i. E.   | Simbabwe       | A | Harare (ZIM)       | COSAFA Cup 2004 Halbfinale                                 | |
| 14 | 20.11.2004 | 0:0 n. V., 4:5 i. E.   | Angola         | H | Lusaka             | COSAFA Cup 2004 Finale                                     | |
| 15 | 13.08.2005 | 2:2, 9:8 i. E.         | Südafrika      | A | Mahikeng (RSA)     | COSAFA Cup 2005 Halbfinale                                 | |
| 16 | 14.05.2006 | 0:0, 4:5 i. E.         | Botswana       | A | Gaborone (BOT)     | Freundschaftsspiel                                         | |
| 17 | 10.12.2006 | 0:0 n. V., 11:10 i. E. | Sudan          | * | Addis Abeba (ETH)  | CECAFA-Cup 2006 Finale                                     | Da Sambia nur als Gastmannschaft teilnahm, ging der Titel an den Sudan. |
| 18 | 24.10.2007 | 0:0 n. V., 3:4 i. E.   | Südafrika      | A | Bloemfontein (RSA) | COSAFA Cup 2007 Finale                                     | |
| 19 | 27.07.2008 | 0:0, 5:4 i. E.         | Simbabwe       | A | Secunda (RSA)      | COSAFA Cup 2008 Viertelfinale                              | |
| 20 | 07.12.2009 | 0:0, 3:4 i. E.         | Sansibar       | * | Nairobi (KEN)      | CECAFA-Cup 2009 Viertelfinale                              | Da Sansibar nicht Mitglied der FIFA ist, wird das Spiel von der FIFA nicht berücksichtigt. |
| 21 | 25.01.2010 | 0:0, 4:5 i. E.         | Nigeria        | * | Lubango (ANG)      | Afrika-Cup 2010 Viertelfinale                              | |
| 22 | 12.02.2012 | 0:0, 8:7 i. E.         | Elfenbeinküste | * | Libreville (GAB)   | Afrika-Cup 2012 Finale                                     | |
| 23 | 13.10.2012 | 0:1, 9:8 i. E.         | Uganda         | A | Kampala (UGA)      | AC-Qualifikation                                           | Sambia hatte das Hinspiel mit 1:0 gewonnen |
| 24 | 17.07.2013 | 0:0 n. V., 5:3 i. E.   | Südafrika      | H | Ndola              | COSAFA Senior Challenge 2013 Halbfinale                    | |
| 25 | 08.12.2013 | 0:0 n. V., 4:3 i. E.   | Burundi        | * | Mombasa (KEN)      | CECAFA-Cup 2013 Viertelfinale                              | |
| 26 | 12.12.2013 | 1:1 n. V., 6:5 i. E.   | Tansania       | * | Nairobi (KEN)      | CECAFA-Cup 2013 Spiel um Platz 3                           | |
| 27 | 24.05.2015 | 0:0 n. V., 4:5 i. E.   | Namibia        | * | Moruleng (ZAF)     | COSAFA Cup 2015 Viertelfinale                              | |
| 28 | 04.07.2015 | 2:1, 6:5 i. E.         | Namibia        | H | Lusaka             | Qualifikation zur Afrikanischen Nationenmeisterschaft 2016 | Das Hinspiel endete 1:2 |
| 29 | 07.11.2015 | 0:0 n. V., 3:4 i. E.   | Namibia        | * | Luanda (ANG)       | Freundschaftsspiel                                         | |
| 30 | 31.01.2016 | 0:0 n. V., 4:5 i. E.   | Guinea         | * | Gisenyi (RWA)      | Afrikanische Nationenmeisterschaft 2016 Viertelfinale      | |
| 31 | 19.06.2016 | 0:0, 2:4 i. E.         | Swasiland      | * | Windhoek (NAM)     | COSAFA Cup 2016 Viertelfinale                              | |
| 32 | 21.03.2018 | 2:2, 5:4 i. E.         | Simbabwe       | H | Ndola              |                                                            | |
| 33 | 02.06.2018 | 0:0 n. V., 4:3 i. E.   | Namibia        | * | Polokwane (ZAF)    | COSAFA Cup 2018 Viertelfinale                              | |
| 34 | 02.06.2019 | 2:2, 4:2 i. E.         | Malawi         | * | Durban (ZAF)       | COSAFA Cup 2019 Viertelfinale                              | |
| 35 | 05.06.2019 | 0:0, 4:2 i. E.         | Simbabwe       | * | Durban (ZAF)       | COSAFA Cup 2019 Halbfinale                                 | |
| Legende: - rote Hintergrundfarbe = Niederlage der sambischen Mannschaft im Elfmeterschießen - grüne Hintergrundfarbe = Sieg der sambischen Mannschaft im Elfmeterschießen - H = Heimspiel - A = Auswärtsspiel - * = Spiel auf neutralem Platz |            |                        |                |   |                    |                                                            | |